# Guadalupe County (Texas)
Das Guadalupe County ist ein County im Bundesstaat Texas der Vereinigten Staaten. Das U.S. Census Bureau hat bei der Volkszählung 2020 eine Einwohnerzahl von 172.706 ermittelt. Der Sitz der County-Verwaltung (County Seat) befindet sich in Seguin.

## Geographie
Das County liegt südöstlich des geographischen Zentrums von Texas, etwa auf halber Strecke zum Golf von Mexiko und hat eine Fläche von 1850 Quadratkilometern, wovon 8 Quadratkilometer Wasserfläche sind. Es grenzt im Uhrzeigersinn an folgende Countys: Hays County, Caldwell County, Gonzales County, Wilson County, Bexar County und Comal County.

## Geschichte
Das Guadalupe County wurde am 30. März 1846 aus Teilen des Bexar County und Gonzalez County gebildet. Benannt wurde es nach dem Guadalupe River, der seinen Namen in Erinnerung an die Jungfrau von Guadalupe erhielt.
15 Bauwerke und Stätten des Countys sind im National Register of Historic Places (NRHP) eingetragen (Stand 10. Juni 2019).

## Demografische Daten
Nach der Volkszählung im Jahr 2000 lebten im Guadalupe County 89.023 Menschen in 30.900 Haushalten und 23.823 Familien. Die Bevölkerungsdichte betrug 48 Einwohner pro Quadratkilometer. Ethnisch betrachtet setzte sich die Bevölkerung zusammen aus 77,65 Prozent Weißen, 5,01 Prozent Afroamerikanern, 0,55 Prozent amerikanischen Ureinwohnern, 0,87 Prozent Asiaten, 0,10 Prozent Bewohnern aus dem pazifischen Inselraum und 12,76 Prozent aus anderen ethnischen Gruppen; 3,07 Prozent stammten von zwei oder mehr Ethnien ab. 33,21 Prozent der Einwohner waren spanischer oder lateinamerikanischer Abstammung.
Von den 30.900 Haushalten hatten 38,3 Prozent Kinder oder Jugendliche, die mit ihnen zusammen lebten. 61,6 Prozent waren verheiratete, zusammenlebende Paare 11,2 Prozent waren allein erziehende Mütter und 22,9 Prozent waren keine Familien. 18,9 Prozent waren Singlehaushalte und in 7,6 Prozent lebten Menschen im Alter von 65 Jahren oder darüber. Die durchschnittliche Haushaltsgröße betrug 2,83 und die durchschnittliche Familiengröße betrug 3,23 Personen.

Alterspyramide des Guadalupe County

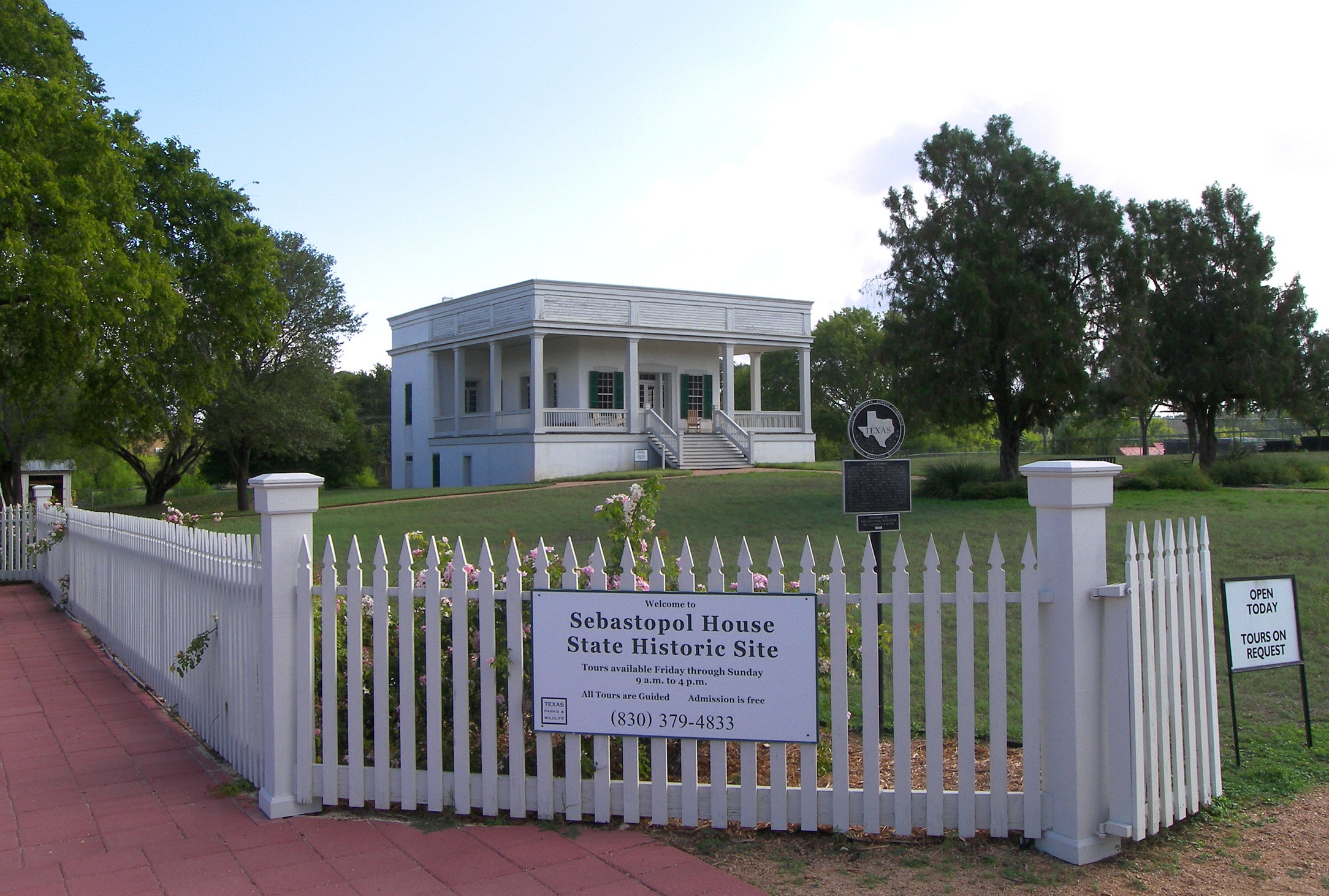
Das Sebastopol, gelistet im NRHP mit der Nr. 70000751

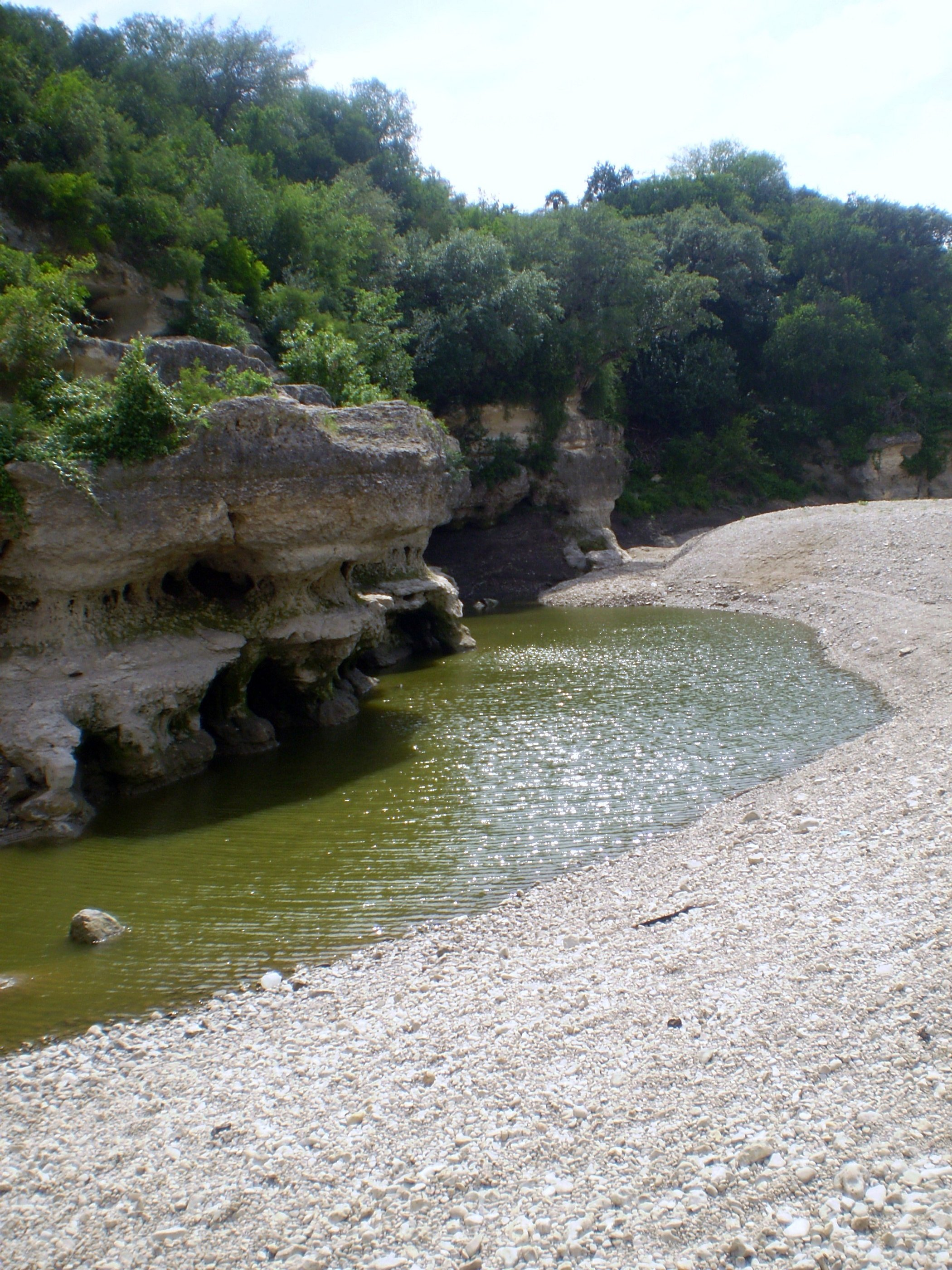
Der Cibolo Creek

28,5 Prozent der Bevölkerung war unter 18 Jahre alt, 9,0 Prozent zwischen 18 und 24, 29,1 Prozent zwischen 25 und 44, 22,2 Prozent zwischen 45 und 64 und 11,3 Prozent waren 65 Jahre alt oder älter. Das Medianalter betrug 35 Jahre. Auf 100 weibliche Personen kamen 97 männliche Personen und auf 100 Frauen im Alter von 18 Jahren oder darüber kamen 94,3 Männer.
Das jährliche Durchschnittseinkommen eines Haushalts betrug 43.949 USD, das Durchschnittseinkommen einer Familie betrug 49.645 USD. Männer hatten ein Durchschnittseinkommen von 32.450 USD, Frauen 23.811 USD. Das Prokopfeinkommen betrug 18.430 USD. 7,3 Prozent der Familien und 9,8 Prozent der Einwohner lebten unterhalb der Armutsgrenze.

## Orte im County
- Barbarosa
- Camp Willow
- Cibolo
- Clear Springs
- Galle
- Geronimo
- Haeckerville
- Kingsbury
- Marion
- McQueeney
- New Berlin
- New Braunfels
- Northcliff
- Redwood
- Santa Clara
- Schertz
- Schumannsville
- Seguin (Sitz der Countyverwaltung)
- Selma
- Staples
- Weinert
- Zorn
- Zuehl